# Heippes
Heippes ist eine französische Gemeinde mit 83 Einwohnern (Stand: 1. Januar 2022) im Département Meuse in der Region Grand Est (vor 2016: Lothringen). Die Gemeinde gehört zum Arrondissement Verdun und zum Kanton Dieue-sur-Meuse.

## Geographie
Heippes liegt etwa 23 Kilometer südsüdwestlich von Verdun. Umgeben wird Heippes mit den Nachbargemeinden Souilly im Norden, Rambluzin-et-Benoite-Vaux im Osten, Les Trois-Domaines im Süden, Beausite im Südwesten sowie Saint-André-en-Barrois im Westen und Nordwesten.

## Bevölkerungsentwicklung
| Jahr                       | 1962 | 1968 | 1975 | 1982 | 1990 | 1999 | 2006 | 2011 | 2019 |
| Einwohner                  | 146  | 138  | 118  | 109  | 86   | 76   | 73   | 72   | 78   |
| Quellen: Cassini und INSEE |      |      |      |      |      |      |      |      |      |

## Sehenswürdigkeiten
- Kirche Notre-Dame-de-l'Assomption, 1786 erbaut
- Reste des Priorats Saint-Pierre in Flabas, begründet im 10. Jahrhundert
- Großstele für das 7. Regiment

## Persönlichkeiten
- Ernest Langlois (1857–1924), Historiker und Mediävist